# 社会的スティグマ
社会的スティグマ（しゃかいてきスティグマ、英語: social stigma）とは、一般と異なるとされることから差別や偏見の対象として使われる属性、及びにそれに伴う負のイメージのことを指す。社会的スティグマは特定の文化、人種、ジェンダー、知能、健康、障害、社会階級、また生活様式などと関連することが多い。

## 概要
社会的スティグマの研究に努めたアーヴィング・ゴッフマンによると、スティグマとは、「ある特性が恥ずべき特性だということをもとに、個人が社会の一員として受けるべき尊敬が否定され、その社会から受け入れられない状態」のことをいう。それには、(1)身体的変形、(2)精神異常、投獄、麻薬常用、アルコール依存症、同性愛、失業、自殺企画、過激な政治運動などから推測される性格の異常、(3)民族、国家、社会の階級、宗教などの特性がある。日本では大谷藤郎の「現代のスティグマ、ハンセン病・精神病・エイズ・難病の艱難」で知られるようになったが、ハンセン病に関しては古くは鶴崎澄則が記載している。
スティグマは必ずしも個人の属性を正確に捉えるわけではなく、誤った知識によりレッテルが張られることもある。例えば、アメリカにおいて、イスラモフォビアとそれに伴うイスラム教徒に対する差別の悪化により、他教徒であるシーク教もスティグマ化され迫害されている。スティグマ化された集団の印象はステレオタイプとして拡大解釈され、その集団に属する個人の性質に忠実であるかどうかに関わらず、先入観を持って接せられる。研究によると、「ほとんどの子供は10歳になる頃には社会に存在する文化的ステレオタイプを認識し、その中でもスティグマ化された文化に属す子供は更に幼い年齢からその影響を認識している」と報告された。
スティグマを科されたことにより個人の行動や態度、また感情や思想にも影響が出ることが報告されている。研究によると、スティグマを科された人は、社会がそのスティグマから期待するような行動や態度に自ら合わせる傾向があるという。スティグマは偏見や差別を引き起こすことから、躁鬱などの精神障害の原因となり得ることも報告されている。また、自尊心を低下させるなど、スティグマは個人のアイデンティティに大きく影響をもたらす。差別や偏見に対する恐れから、スティグマ化された自身のアイデンティティを隠したり、消そうとすることにより差別が内面化されることもある。このようなスティグマとアイデンティティの関連性は社会学のラベリング理論と関連して広く研究されている。

### 語源
スティグマの語源はギリシア語で奴隷、犯罪者、反逆者などにつけられる烙印のことを指す。烙印を押された人が反道徳的であったり、穢れているということを明確にすることを目的として押され、烙印を押された人との交流は避けるべきだという社会規範が背景にはあった。のちにカトリック教会では、十字架上で死んだキリストの五つの傷と同じものが聖人＝カリスマにあらわれるということから、「聖痕」の意味に転化した。このような由来をもつため西欧では日常語として使われている。とくに社会学用語としてはアーヴィング・ゴッフマンが使ったことで一般的となった。

## 社会的スティグマの事例

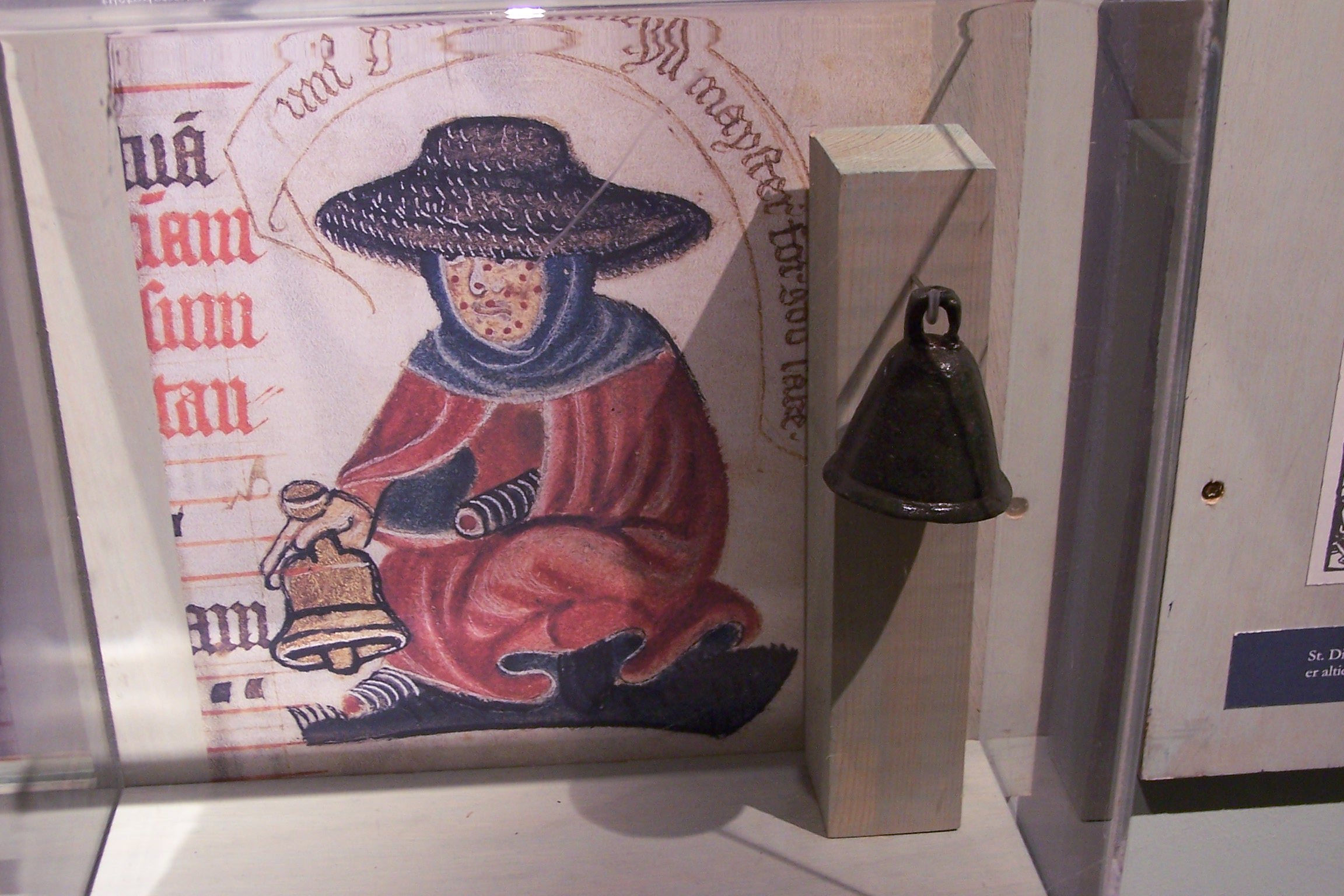
欧州中世の、ハンセン病患者自身が持たされたその存在をしらせるベル

### 精神障害
WHOは精神保健政策のファクトシートにおいて、「患者や患者家族へのスティグマ・差別は、人々を精神障害の治療から遠ざける」とし、精神保健政策への取り組みを呼び掛けている。

### HIV陽性者・AIDS発症者に対するスティグマ
HIV陽性者やAIDS発症者は社会的スティグマによって、様々な形の差別や偏見、暴力に晒されている。現在では早期に抗レトロウイルス薬治療を受けることにより、感染者は非感染者とほぼ同じ平均寿命を持つと言われている。また治療によりウイルス量が検出限界以下になることで、コンドームを使わない性交でもHIVの感染はしないとされている。このようなHIV/AIDS治療の進歩の反面、スティグマによる差別や社会的な排除は根強く続いている。2017年には日本の病院が不当にHIV感染者の採用内定取消を行った事例もある。2020年にはHIV陽性を理由に患者の診療を拒否した歯科クリニックに対して、「診療の拒絶は正当な理由がない」として賠償命令を命じる判決が出た。このようなスティグマを科されることを恐れて、HIV検査を受けなかったり、抗ウイルス治療を受けないケースもあり、スティグマによるHIV/AIDSの深刻化やさらなる感染の拡大も指摘されている。
また、HIVの主な感染経路は異性間性交渉であるのだが、今でも一部ではHIV/AIDSを同性愛や特定の生活様式と関連して認識されることがある。そのことからHIV/AIDSに伴うスティグマは、実状に関わらず、同性愛や静注薬物使用者に対するスティグマが複層して科されることがある。
HIV/AIDSに伴う社会的なスティグマを解消するための取り組みとして、世界エイズデーなどがある。

### 新型コロナウイルス感染症 (COVID-19) に伴うスティグマ
HIV/AIDSやSARSの流行とスティグマの研究から、感染症の流行に伴い、感染リスクの比較的高い特定の行動や業種、もしくは関連していると認識された集団に対したスティグマ化が行われる危険性があることが知られている。
2019年、年末から起こった新型コロナウイルス感染症（COVID-19）の世界的流行に伴い、感染症に関連しているという印象から特定の集団がスティグマ化される事例が発生した。最初の症例が中国で確認されたことを元に、ヨーロッパや北アメリカではアジア系住民に対するスティグマが形成され、場合によっては差別や暴力事件へと発展した。また、医療従事者や宅配員、接客業に従事する人など、感染リスクの高いとされる職業につく人がスティグマ化されている。
WHOは各国政府や報道関係者に対して、感染者を責める表現を使わないなど、スティグマ化を防ぐためのガイドラインを発表した。

#### 日本における「夜の街」のスティグマ化

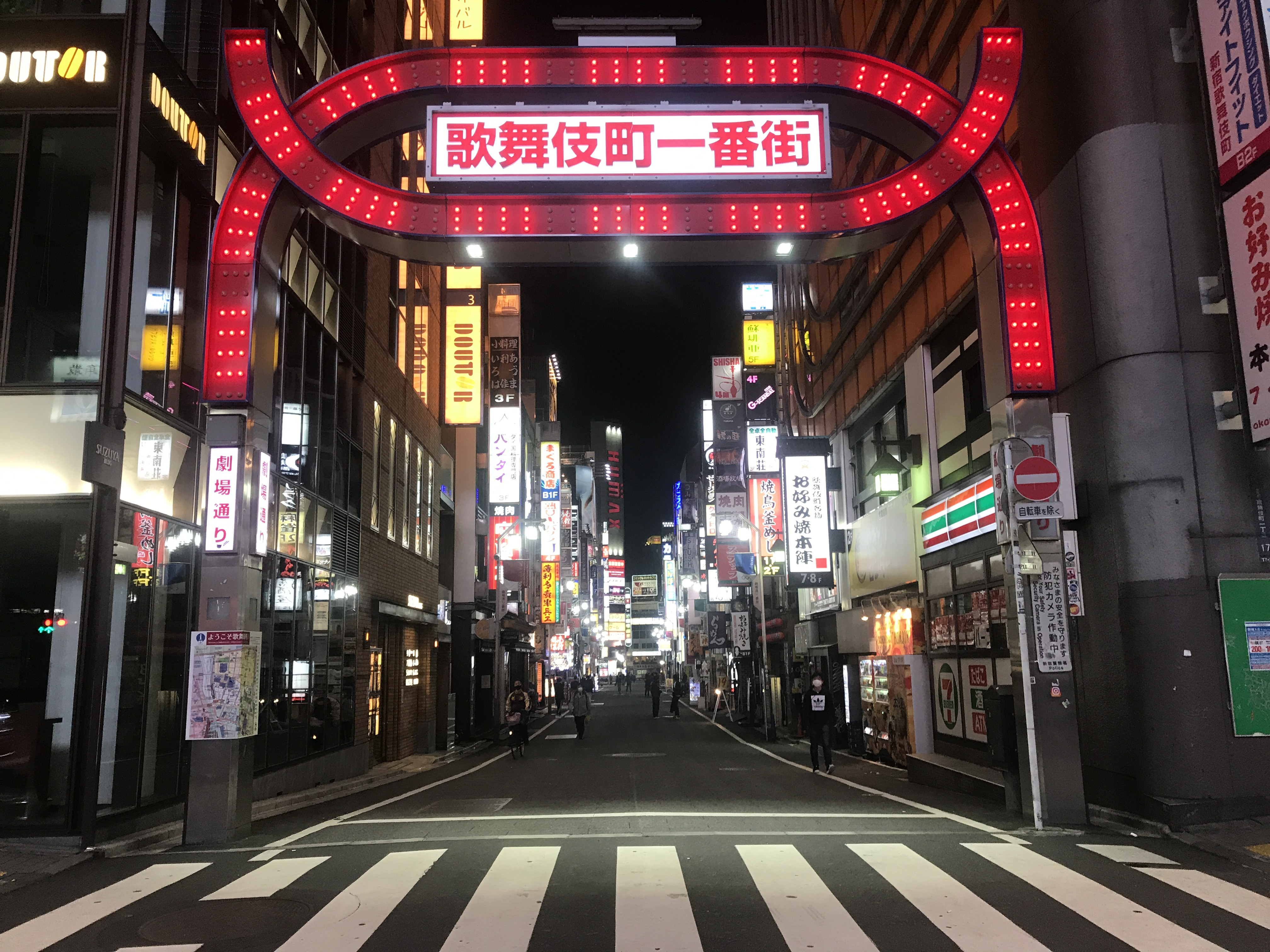
2020年4月23日外出自粛要請後の歌舞伎町

日本で市中感染が広まると、多くの感染経路は不明確であったが、特定された感染源に対しての非難が集中した。東京都は2020年3月30日の記者会見で、夜間から早朝にかけて営業する接客業をまとめて「夜の街」と呼び、小池百合子東京都知事は都民にそういったところへの外出自粛を要請した。以降、小池都知事は「“夜の街”要注意」と書かれたボードを使うなど、たびたび「夜の街」が感染源であると強調し、それは広く報道された。また6月に入り、東京都に東京アラートが発動すると、都は歌舞伎町や六本木の繁華街に対して見回り隊を結成すると発表した。その後の調査により、港区や目黒区、世田谷区のような夜の街とは必ずしも関係性が高くない地域の感染率の高さが明らかとなった。
このような夜の街を「仮想敵」とした印象付け は、「スティグマを助長する」と指摘された。早稲田大学政治経済学術院の田中幹人教授は、夜の街での感染拡大が強調されることで、病気のまん延がそこで働く人たちの責任だという論理を創り出す危険性があると指摘した。小池都知事は7月3日の記者会見では「全てのお店で夜の街危ないと言っているわけではございません」と発言し、感染症対策ガイドラインを遵守している店舗についての注意喚起ではないとした。
また、3月に厚生労働省が発表した休校児童の保護者に対する休業支援金においては、風俗関係者が「 公金を投じるのにふさわしくない業種」として暴力団員と並んで不支給対象としてあげられた。これに対し、合法的に営業する事業や労働者の職業差別にあたるのでは無いかという批判が集まった。セックスワーカー当事者団体「SWASH」は厚生労働省に見直しを求める要望書を提出。厚生労働省は4月7日のプレスリリースで補償対象に風俗関係者が含まれるよう支給要領を見直したと発表した。